# Figlie del Sacratissimo Cuore di Gesù
Le Figlie del Sacratissimo Cuore di Gesù, dette di Modena, sono un istituto religioso femminile di diritto pontificio.

## Storia
Le origini della congregazione risalgono all'opera di apostolato di Azione Cattolica svolta a Modena dal sacerdote italiano Luigi Boni che, per il sostegno spirituale alle organizzazioni cattoliche, ebbe l'idea di istituire una famiglia religiosa dedita all'adorazione eucaristica.
Le prime sei candidate ricevettero il crocifisso il 29 novembre 1924 dall'arcivescovo Natale Bruni, ritenuto cofondatore della congregazione, e il 7 dicembre 1927 iniziarono a condurre vita comune nei pressi della chiesa del Cuore Eucaristico nel rione Sacca.
L'istituto ricevette il pro-decreto di lode il 25 giugno 1954; nel 1968 fu fondata la prima casa all'estero, a Belo Horizonte.

## Attività e diffusione
Le suore si dedicano all'adorazione eucaritica e alla propagazione tra i fedeli della spiritualità riparatrice.
Oltre che in Italia, la congregazione è attiva in Brasile; la sede generalizia è a Modena.
Alla fine del 2015 l'istituto contava 32 religiose in 7 case.